# Ocskay Ignác
Ocskói és felsődubováni Ocskay Ignác Xavér (Dubovány, 1786. december 1. – Nyitra, 1881. szeptember 17.) Nyitra vármegye alispánja, majd országgyűlési követe, királyi tanácsos.

## Élete
Ocskói Ocskay Adalbert és Ghyczy Anna gyermeke. Nagyszombatban végzett jogot, majd ügyvédként dolgozott. 1833-1836 között Nyitra vármegye alispánja, később 1836-ban országgyűlési követe. 1841-1847 között tanácsos, azaz a királyi tábla ülnöke. 1845-től a Verebélyi és szentgyörgyi érseki szék utolsó nádora volt.
Felsőleszétén a családi sírboltba helyezték örök nyugalomra.
Felesége Zerdahelyi Judit (1808-1886) volt.